# Longwood (Florida)
Longwood ist eine Stadt im Seminole County im US-Bundesstaat Florida. Das U.S. Census Bureau hat bei der Volkszählung 2020 eine Einwohnerzahl von 15.087 ermittelt.

## Geographie
Longwood grenzt direkt an die Städte Casselberry (Süden) und Winter Springs (Osten). Die Stadt liegt rund 10 km südwestlich von Sanford sowie etwa 15 km nördlich von Orlando.

## Geschichte
Longwood erhielt durch die South Florida Railroad im Jahr 1880 erstmals Anschluss an das Eisenbahnnetz. 1886 erfolgte der Bau der Orange Belt Railway von Sanford über Longwood nach Oakland, die 1888 bis Saint Petersburg verlängert wurde. Nach mehreren Übernahmen wurde die Strecke im Zuge der Gründung der Seaboard Coast Line Railroad im Jahr 1967 stillgelegt. Eine weitere Strecke war die 1888 eröffnete Florida Midland Railway, die vom Lake Jesup über Longwood und Clarcona nach Kissimmee führte. Mit der Übernahme der Strecke durch das Plant System 1896 wurde der Abschnitt Lake Jesup – Clarcona ebenfalls stillgelegt.

## Demographische Daten
Laut der Volkszählung 2010 verteilten sich die damaligen 13.657 Einwohner auf 5.235 Haushalte. Die Bevölkerungsdichte lag bei 989,6 Einw./km². 85,5 % der Bevölkerung bezeichneten sich als Weiße, 5,1 % als Afroamerikaner, 0,5 % als Indianer und 3,4 % als Asian Americans. 3,1 % gaben die Angehörigkeit zu einer anderen Ethnie und 2,5 % zu mehreren Ethnien an. 15,8 % der Bevölkerung bestand aus Hispanics oder Latinos.
Im Jahr 2010 lebten in 32,6 % aller Haushalte Kinder unter 18 Jahren sowie 28,3 % aller Haushalte Personen mit mindestens 65 Jahren. 67,3 % der Haushalte waren Familienhaushalte (bestehend aus verheirateten Paaren mit oder ohne Nachkommen bzw. einem Elternteil mit Nachkomme). Die durchschnittliche Größe eines Haushalts lag bei 2,55 Personen und die durchschnittliche Familiengröße bei 3,03 Personen.
23,8 % der Bevölkerung waren jünger als 20 Jahre, 23,0 % waren 20 bis 39 Jahre alt, 30,3 % waren 40 bis 59 Jahre alt und 22,9 % waren mindestens 60 Jahre alt. Das mittlere Alter betrug 42 Jahre. 47,8 % der Bevölkerung waren männlich und 52,2 % weiblich.
Das durchschnittliche Jahreseinkommen lag bei 56.798 $, dabei lebten 9,4 % der Bevölkerung unter der Armutsgrenze.
Im Jahr 2000 war Englisch die Muttersprache von 86,56 % der Bevölkerung, spanisch sprachen 11,02 % und 2,42 % hatten eine andere Muttersprache.

## Sehenswürdigkeiten
Das Bradlee-McIntyre House, das Longwood Historic District und das Longwood Hotel sind im National Register of Historic Places gelistet.

## Verkehr
Longwood wird von der Interstate 4 tangiert, auf einer gemeinsamen Trasse von den U.S. Highways 17 und 92 (SR 15, 600) sowie von der Florida State Road 434 durchquert. Der nächste Flughafen ist der Orlando Sanford International Airport (rund 10 km nordöstlich).

## Kriminalität
Die Kriminalitätsrate lag im Jahr 2010 mit 326 Punkten (US-Durchschnitt: 266 Punkte) im durchschnittlichen Bereich. Es gab einen Mord, zwei Vergewaltigungen, 15 Raubüberfälle, 57 Körperverletzungen, 170 Einbrüche, 364 Diebstähle und zehn Autodiebstähle.